# Paulette Dubost
Paulette Dubost (Parijs, 8 oktober 1910 - Longjumeau, 21 september 2011) was een Franse actrice.

## Biografie
Op jonge leeftijd maakte Dubost haar debuut in de opera. Haar filmcarrière begon ze in 1926. Haar grootste rol speelde ze in 1939 in La Règle du jeu van Jean Renoir. Op latere leeftijd speelde Dubost nog samen met andere grote sterren van de Franstalige cinema zoals Gérard Depardieu, Romy Schneider, Fernandel, Bourvil, Brigitte Bardot en Catherine Deneuve.
In 2011 overleed ze op 100-jarige leeftijd in Longjumeau. Ze was samen met Yvette Lebon een van de oudste nog levende Franse actrices op dat moment.

## Beknopte filmografie
- 1938 - Hôtel du Nord (Marcel Carné)
- 1939 - La Règle du jeu (Jean Renoir)
- 1947 - Six heures à perdre (Alex Joffé)
- 1952 - La Fête à Henriette (Julien Duvivier)
- 1952 - Le Plaisir (episode La Maison Tellier) (Max Ophüls)
- 1954 - Le Mouton à cinq pattes (André Cayatte)
- 1955 - Lola Montès (Max Ophüls)
- 1958 - Maigret tend un piège (Jean Delannoy)
- 1958 - Taxi, Roulotte et Corrida (André Hunebelle)
- 1959 - Le Déjeuner sur l'herbe (Jean Renoir)
- 1963 - Maigret voit rouge (Gilles Grangier)
- 1965 - Viva Maria! (Louis Malle)
- 1978 - Tendre poulet (Philippe de Broca)
- 1980 - On a volé la cuisse de Jupiter (Philippe de Broca)
- 1980 - Le Dernier Metro (François Truffaut)
- 1990 - Milou en mai (Louis Malle)

- Bibliothèque nationale de France: cb12252112k (data)
- Gemeinsame Normdatei: 119112809
- International Standard Name Identifier: 0000 0001 0918 8685
- Library of Congress Control Number: n92097081
- Nationale Bibliotheek van Tsjechië: xx0157051
- Nationale Bibliotheek van Israël: 987007344982305171
- Système universitaire de documentation: 031274234
- Virtual International Authority File: 79082652
- WorldCat: E39PBJcgvTwQpJJkCRmQMbc3wC